# In the Badlands
In the Badlands è un cortometraggio muto del 1909 diretto da Francis Boggs.

## Produzione
Il film fu prodotto dalla Selig Polyscope Company.

## Distribuzione
Distribuito dalla Selig Polyscope Company, il film - un cortometraggio in una bobina - uscì nelle sale cinematografiche statunitensi il 13 maggio 1909.